# Radiometri
|  | Wiktionary har en ordboksartikel om Radiometrie. |

Radiometri eller strålningsmätning är mätningar av elektromagnetisk strålning inklusive ljus. Radiometri innebär en rent fysikalisk undersökning av strålningens egenskaper, absolutmätning, utan att man tar hänsyn till hur strålningen uppfattas av det mänskliga ögat. Notera att ljus också kan mätas med fotometriska metoder som även tar hänsyn till det mänskliga ögats uppfattningsförmåga, till skillnad från radiometri som endast handlar om absolutmätning.
En radiometrisk undersökning av en strålkällas egenskaper utförs som en direkt eller indirekt jämförelse mellan dess totala strålflöde och det totala strålningsflödet från en hålrumsstrålare som liknar en absolut svartkropp. Strålningsflödet anges i watt.
Man gör motsvarande jämförelser för det spektrala strålningsflödet, d.v.s. fördelningen över olika frekvenser. Enheten är då watt per herz. Strålningskällans radians, som också kan mätas, anger antalet utsända watt per kvadratmeter av dess yta och per sterradian. Man tar sålunda här också hänsyn till strålningens riktningsfördelning.
För mätningarna använder man en totalabsorberande radiometer, en detektor i vilken alla infallande fotoner absorberas och förvandlas till värme, som mäts med ett termoelement.
Radiometri är viktigt inom bland annat optikkonstruktion, spektrometri, laserfysik, astronomi, radioastronomi och fjärranalys.

## Joniserande strålning
Joniserande strålning kan inte uppfattas av människans sinnen, men är lätt att mäta med enkla instrument och kan även påvisas med vanlig fotografisk film. För registrering av förekomst av strålning och mätning av stråldoser, utnyttjas strålningens förmåga att jonisera en gas eller en vätska eller att svärta en film.
Geigermätare är det instrument som vanligtvis används för att påvisa joniserande strålning. Styrkan av strålningen kan avläsas på en skala och knattret från instrumentets högtalare ger en uppfattning om dess intensitet. Geiger-Müller-rör används ofta i små instrument som kan bäras i t.ex. bröstfickan under arbetet, s. k. elektroniska dosimetrar. På dessa kan man avläsa, förutom strålningens styrka, den samlade stråldosen under t.ex. ett arbetspass. Utvärderingen sker direkt efter arbetet och resultatet läggs in i personens dosregister. När strålning passerar gasen i röret, joniseras en del gasmolekyler. De frigjorda elektronerna dras till den positivt laddade metalltråden i mitten och ger en elektrisk impuls. 

## Storheter och enheter
| Storhet                            | Symbol      | SI-enhet                                                                          | Förkortning                      | Kommentar                                         |
| ---------------------------------- | ----------- | --------------------------------------------------------------------------------- | -------------------------------- | ------------------------------------------------- |
| Strålningsenergi                   | Q           | joule                                                                             | J                                | energi                                            |
| Strålningseffekt                   | Φ           | watt                                                                              | W                                | strålningsenergi per tidsenehet                   |
| Intensitet                         | I           | watt per steradian                                                                | W·sr−1                           | effekt per rymdvinkelenhet                        |
| Radians                            | L           | watt per steradian per kvadratmeter                                               | W·sr−1·m−2                       | effekt per rymdvinkelenhet per projicerad ytenhet |
| Irradians                          | E           | watt per kvadratmeter                                                             | W·m−2                            | effekt per projicerad ytenhet                     |
| Radiant exitans / Radiant emittans | M           | watt per kvadratmeter                                                             | W·m−2                            | effekt utsänd från ytan                           |
| Radiositet                         | J eller Jλ  | watt per kvadratmeter                                                             | W·m−2                            | utsänd plus reflekterad effekt som lämnar yta     |
| Spektral radians                   | Lλ eller Lν | watt per steradian per meter3 eller watt per steradian per kvadratmeter per hertz | W·sr−1·m−3 eller W·sr−1·m−2·Hz−1 | uttrycks vanligen i W·sr−1·m−2·nm−1               |
| Spektral irradians                 | Eλ eller Eν | watt per meter3 eller watt per kvadratmeter per hertz                             | W·m−3 eller W·m−2·Hz−1           | uttrycks vanligen i W·m−2·nm−1                    |